# هارولد ألكسندر
هارولد ألكسندر (بالإنجليزية: Harold Alexander) ولد في 10 ديسمبر 1891 وتوفي في 16 يونيو 1969. كان جورج ألكسندر ضابطا كبيرا في الجيش البريطاني خدم في كل من الحرب العالمية الأولى والحرب العالمية الثانية، وبعد ذلك نصب الحاكم العام لكندا.  ولد ألكسندر في لندن، إنجلترا، إلى الآباء ارستقراطيين وتلقى تعليمه في هارو قبل أن ينتقل إلى الكلية العسكرية الملكية، ساندهيرست، كضابط في الحرس الأيرلندي. برز من خلال خدمته في الحرب العالمية الأولى، وتلقى العديد من الأوسمة ، وواصل مسيرته العسكرية من خلال مختلف الحملات البريطانية في جميع أنحاء أوروبا وآسيا. في الحرب العالمية الثانية، أشرف الإسكندر على المراحل الأخيرة من إخلاء الحلفاء من دونكيرك، وبعد ذلك احتل مواقع ميدانية رفيعة المستوى في بورما وشمال أفريقيا وإيطاليا، بما في ذلك منصب القائد العام للشرق الأوسط وقيادة مجموعة الجيش الثامن عشر في تونس. ثم قاد مجموعة الجيش ال 15 للقبض على صقلية ومرة أخرى في إيطاليا قبل الحصول على هراوة المارشال الميداني وجعله القائد الأعلى للقوات المتحالفة في البحر الأبيض المتوسط.

## سيرته العسكرية
- عمل أثناء معركة فرنسا عام 1940 قائداً لإحدى الفرق البريطانية. ثم انتقل عام 1942 إلى بورما.
- في أغسطس 1942 عُيّن قائدأ للقوات البريطانية في الشرق الأوسط، وعمل على مساعدة مرؤوسه القائد برنارد مونتغمري قائد الجيش الثامن البريطاني على صد هجوم القائد الألماني إيرون رومل في معركة علم حلفا، ثم إلحاق الهزيمة برومل في معركة العلمين الثانية، ثم التقدم إلى تونس، والاتصال بقوات الحلفاء المهاجمة من المغرب والجزائر، ثم تولى في يناير 1943 قيادة مجموعة الجيوش الثامنة عشر التي تشمل كل قوات الحلفاء في تونس، بالإضافة إلى كونه نائباً للقائد الأعلى لقوات الحلفاء القائد دوايت أيزنهاور، واستمر في قيادته لتلك المجموعة حتى نهاية الحملة في أفرقيا بانتصار الحلفاء في 13 مايو 1943.
- استمر قائداً لمجموعة جيوش الحلفاء في صقلية ، وفي إيطاليا ونائباً لأيزنهاور حتى انتقال أيزنهاور إلى الجبهة الغربية، فأصبح مستقلاً في قيادته لقوات الحلفاء في إيطاليا، لكنه عانى الأمرين من القوات الألمانية تحت قيادة القائد ألبرت كسلرنغ خصوصاً في معركة مونتي كاسينو.
- في ديسمبر 1944 عُين قائداً لقوات الحلفاء في جبهة البحر المتوسط، وظل في هذا المنصب حتى نهاية الحرب في أوروبا في مايو 1945.
- أصبح حاكماً عاماً لدولة كندا باعتبارها دولة من دول الكومنولث البريطاني من 1946 إلى 1952.
- توفي في سلف Slough في بريطانيا عام 1969.

## روابط خارجية
- هارولد ألكسندر على موقع الموسوعة البريطانية (الإنجليزية)
- هارولد ألكسندر على موقع مونزينجر (الألمانية)